# 효우로 (군위군)
효우로(Hyou-ro)는 대한민국의 대구광역시 군위군 효령면에서 시작하여, 우보면을 거쳐 연결하는 도로이다.

## 노선 경로
| 이름       | 접속 노선               | 소재지 | 비고 |
| ---------- | ----------------------- | ------ | ---- |
| 간동삼거리 | 국도 제5호선 (경북대로) | 효령면 |      |
| 오천교     |                         | 효령면 |      |
| 호포삼거리 | 이화길                  | 우보면 |      |
| 우보교     |                         | 우보면 |      |
| 백양삼거리 | 국도 제28호선 (동부로)  | 우보면 |      |